# Entsagen (Bruckner)
Entsagen, WAB 14, ist eine Kantate, komponiert von Anton Bruckner in ca. 1851.

## Entstehung und Stellung im Gesamtwerk
Bruckner komponierte die Kantate für den Namenstag von Michael Arneth, dem Propst des Stifts St. Florian. Das Stück sollte an Arneths Namenstag aufgeführt werden. Es ist nicht bekannt, wann es uraufgeführt wurde.
Warum Bruckner diesen unsoliden Text für den Namenstag seines Mäzens gewählt hat, bleibt ungeklärt. Vielleicht hat er seinen Rücktritt nach dem Tod seines Vaters oder die Ablehnung seines Heiratsantrags durch Aloisia Bogner so vertont.
Die Handschrift befindet sich im Archiv des Klosters St. Florian. Ein Faksimile der Kantate erschien erstmals in Band II/2, S. 47–58 der Göllerich/Auer-Biographie. Die Kantate wurde 1956 von Ludwig Daxsperger herausgegeben. Sie ist in Band XXII/1 Nr. 2 der Gesamtausgabe eingeordnet.

## Text
Das Werk basiert auf dem Gedicht „Amaranth“ von Oskar von Redwitz.
O Maria!

Du Jungfrau mild und hehr!

Du zogst mich, mutterlos,

Zu deines Sohnes Ehr',

Die treu'ste Mutter groß!

Lehr' mich auch nun ertragen

Den Willen meines Herrn,

Gehorsam im Entsagen,

Du des Gehorsams Stern!

Spiegel der Demut, Maria!
O Maria!

Du Quell der heil'gen Lieb'!

Nimm meine Lieb' mir ab,

Und der so treu sie gieb,

Die schon den Ring ihm gab!

Nichts Andres mir gewähre,

Als dass er glücklich sei!

Lass mir nur diese Zähre

Und steh' mir tröstend bei,

Mutter der Liebe, Maria!
O Maria!

Du starker Himmelsschild!

O deck' ihn immerdar,

Im lauten Schlachtgefild,

In heimlicher Gefahr!

Ich will nicht sein begehren,

Doch ewig segn' ich ihn;

Mit deinen Engelheeren

O woll' sein Haupt umziehn,

Mächtige Herrin, Maria!

## Aufbau und Besetzung
Das 126 Takt lange Werk in B-Dur ist für gemischten Chor oder Quartett, Sopran oder Tenorsolist und Orgel (oder Klavier) besetzt.
Die Kantate ist ein "geistliches Lied" in drei Abschnitten, in ABA'-Form:
1. Choir: O Maria! Du Jungfrau mild und hehr!, bittend und mit Andacht
2. Aria: O Maria! Du Quell der heil'gen Lieb'!, langsam, betend – Sopran oder Tenorsolist
3. Choir: O Maria! Du starker Himmelsschild!, bittend und mit Andacht

Die äußeren Abschnitte haben die Form von Choral, mit in den Takten 16–19 (Die treu'ste Mutter groß!) und 110–113 (In heimlicher Gefahr!) ein direktes Zitat aus O Haupt voll Blut und Wunden.
Der ausdrucksstarke Mittelteil, ein Solo für Sopran oder Tenor in F-Dur, ist mit großen Intervallen und starker Modulation. Die kontrapunktische Begleitung durch die Orgel (oder das Klavier) erinnert an die Barockoper.

## Diskografie
Es gibt bis heute keine kommerzielle Aufnahme der Kantate „Entsagen“.